# 4148-as busz
A 4148-as jelzésű autóbuszvonal Ózd és Putnok (Ózd – Borsodbóta – Putnok) között húzódó helyközi vonal, amelyet a Volánbusz Zrt. üzemeltet.

## Útvonala
Az ózdi autóbusz-állomásról indul. A Nemzeti FIlmtörténeti Élményparkot körbeöleli, Sajóvárkony városrészébe indul el. Dózsa György útján jobbra kanyarodik és Borsodbóta felé veszi irányát. Keresztezi az egykori Eger–Putnok-vasútvonal Kiskapud állomását, és a Királd-patak határában a falu felé hajt tovább. Teljes egészét, a mintegy 4 kilométer hosszát kiszolgálva visszafordul, majd Borsodbótát keresi fel következőnek. A településében belül Uppony zsákfalu minden alkalommal érintett, aztán Sajómercsén gázol át. Egyetlen járaton kívül mindegyik betér Sajóvelezdre és csak ezután éri el a vonal első és utolsó városát, Putnokot. Vasútállomásán áthalad, majd a Fő tér megállójában végállomásozik.
Ellentétes irányban útvonala változatlan.

## Közlekedése
Indításszáma nem számottevő, a két város között létesített mind a vasúti, mind a 26-os főúton való autóbuszos tömegközlekedés, azonban az Upponyi-hegység északi részén fekvő települések felől a nap folyamán ezen kívül a 4147-es és 4151-es buszokkal biztosított az eljutás.
Csatlakozást biztosít:
- Putnok, Fő tér – autóbuszos Miskolc felé (3770-es busz).

| Viszonylat                          | Indításszám     | Közlekedési rend          |
| ----------------------------------- | --------------- | ------------------------- |
| Ózd, aut. áll. ➝ Sajóvelezd, v.bolt | 1 oda           | naponta                   |
| Ózd, aut. áll. – Putnok, Fő tér     | 2 oda, 1 vissza | munkanapokon              |
| Ózd, aut. áll. – Putnok, Fő tér     | 1 pár           | hétvégén                  |
| Sajóvelezd, v.bolt ➝ Putnok, Fő tér | 1 oda           | tanszünetben munkanapokon |
| Sajóvelezd, v.bolt ➝ Putnok, Fő tér | 1 oda           | szabadnapokon             |

## Megállóhelyei
| 0                                       | Ózd, autóbusz-állomás végállomás            | 0.0 km  | 1, 2, 2A, 3, 4, 6, 7, 8, 12, 20A, 23, 26, 46, 47, 68, 74, 76, 78 1031, 1034, 1051, 1369, 1384, 1411 3410, 3770, 3773, 4101, 4102, 4104, 4140, 4145, 4147, 4150, 4151, 4153, 4155, 4157, 4158, 4160, 4161, 4180, 4185, 4186 |
| 1                                       | Ózd, Olvasó Egyesület                       | 0.6 km  | 3, 63 4147, 4150, 4151, 4155 |
| 2                                       | Ózd, sajóvárkonyi elágazás                  | 1.7 km  | 3, 23, 63 4147, 4150, 4151, 4155 |
| 3                                       | Ózd (Sajóvárkony), posta                    | 2.8 km  | 3, 23, 63 4147, 4150, 4151, 4155 |
| 4                                       | Ózd (Sajóvárkony), AMK                      | 3.3 km  | 3, 23, 63 4147, 4150, 4151, 4155 |
| 5                                       | Ózd, bánszállási elágazás                   | 3.8 km  | 3, 23, 63 4147, 4150, 4151, 4155 |
| 6                                       | Ózd, királdi elágazás                       | 4.3 km  | 4147, 4150, 4151, 4155 |
| 7                                       | Ózd, Jánosszai erdészház                    | 5.0 km  | 4147, 4150 |
| 8                                       | Kiskapud vasúti megállóhely                 | 6.6 km  | 4147, 4150 |
| 9                                       | Királd, Péch Antal táró                     | 8.3 km  | 4147, 4150 |
| 10                                      | Királd, Petőfitelep                         | 8.9 km  | 4147, 4150 |
| 11                                      | Királd, ABC                                 | 9.3 km  | 4147, 4150 |
| 12                                      | Királd, községháza                          | 9.8 km  | 4147, 4150, 4194, 4195 |
| 13                                      | Királd, Béketelep                           | 10.4 km | 4147, 4150, 4194, 4195 |
| 14                                      | Királd, vasútállomás                        | 10.8 km | 4147, 4150, 4194, 4195 |
| 15                                      | Királd, Mocsolyás akna                      | 11.7 km | 4147, 4150, 4194, 4195 |
| 16                                      | Királd, autóbusz-forduló                    | 12.3 km | 4147, 4150, 4194, 4195 |
| 17                                      | Királd, Mocsolyás akna                      | 12.9 km | 4147, 4150, 4194, 4195 |
| 18                                      | Királd, vasútállomás                        | 13.8 km | 4147, 4150, 4194, 4195 |
| 19                                      | Királd, Béketelep                           | 14.2 km | 4147, 4150, 4194, 4195 |
| 20                                      | Királd, községháza                          | 14.8 km | 4147, 4150, 4194, 4195 |
| 21                                      | Királd, ABC                                 | 15.3 km | 4147, 4150 |
| 22                                      | Királd, Szabadságakna                       | 16.6 km | 4150, 4194, 4195 |
| 23                                      | Borsodbóta, tető                            | 18.4 km | 4150, 4194, 4195 |
| 24                                      | Borsodbóta, felső                           | 18.9 km | 4150, 4194, 4195 |
| 25                                      | Borsodbóta, iskola                          | 19.7 km | 4150, 4151, 4193, 4194, 4195 |
| 26                                      | Borsodbóta, sajómercsei elágazás            | 20.2 km | 4150, 4151, 4193 |
| 27                                      | Uppony, vendégház                           | 22.4 km | 4150, 4151 |
| 28                                      | Uppony, községháza                          | 22.8 km | 4150, 4151 |
| 29                                      | Uppony, Szabadságtelep                      | 23.4 km | 4150, 4151 |
| 30                                      | Uppony, községháza                          | 24.0 km | 4150, 4151 |
| 31                                      | Uppony, vendégház                           | 24.4 km | 4150, 4151 |
| 32                                      | Borsodbóta, sajómercsei elágazás            | 26.6 km | 4150, 4151, 4193 |
| 33                                      | Sajómercse, Rákóczi utca 122.               | 30.8 km | 4147, 4151, 4193, 4195 |
| 34                                      | Sajómercse, élelmiszerbolt                  | 31.5 km | 4147, 4151, 4193, 4195 |
| 35                                      | Királdi útelágazás                          | 33.1 km | 4147, 4151, 4193, 4194, 4195 |
| 36                                      | Sajóvelezdi elágazás                        | 35.7 km | 4062, 4063, 4147, 4151, 4193, 4194, 4195 |
| Munkanapokon 1 alkalommal nem érintett. |                                             |         | |
| 37                                      | Sajóvelezd, Szabadság utca                  | 36.5 km | 4062, 4063, 4147, 4151, 4193, 4194, 4195 |
| 38                                      | Sajóvelezd, Széchenyi utca 33.              | 37.0 km | 4062, 4063, 4147, 4151, 4193, 4194, 4195 |
| 39                                      | Sajóvelezd, vegyesbolt vonalközi végállomás | 37.6 km | 4062, 4063, 4147, 4151, 4193, 4194, 4195 |
| 40                                      | Sajóvelezd, Széchenyi utca 33.              | 38.2 km | 4062, 4063, 4147, 4151, 4193, 4194, 4195 |
| 41                                      | Sajóvelezd, Szabadság utca                  | 38.7 km | 4062, 4063, 4147, 4151, 4193, 4194, 4195 |
| 42                                      | Sajóvelezdi elágazás                        | 39.5 km | 4062, 4063, 4147, 4151, 4193, 4194, 4195 |
| 43                                      | Putnok, vasútállomás bejárati út            | 41.8 km | 4062, 4063, 4104, 4140, 4147, 4151, 4193, 4194, 4195 személyvonat – Putnok [92.] |
| 44                                      | Putnok, vasútállomás elágazás               | 42.5 km | 4062, 4063, 4104, 4140, 4147, 4151, 4193, 4194, 4195 |
| 45                                      | Putnok, Fő tér végállomás                   | 42.9 km | 1369, 1384, 1410, 1411 3770, 3773, 4063, 4065, 4104, 4140, 4145, 4147, 4151, 4188, 4194, 4195 |